# Хорас Волпол
Хорејшио Волпол четврти гроф од Орфорда, (енгл. Horatio Walpole, 4th Earl of Orford; Лондон, 24. септембар 1717 – Лондон, 2. март 1797) познатији као Хорас Волпол (енгл. Horace Walpole), био је енглески књижевник, политичар, колекционар и архитекта. Рођен је као најмлађи син првог енглеског премијера сера Роберта Волпола. Школовао се на Итону и Кембриџу. У младости је постао близак пријатељ песника Томаса Греја. Извршио је прекретничку улогу у историји енглеске архитектуре саградивши вилу Стробери Хил (енгл. Strawberry Hill) у Твикенаму. Саградио ју је као имитацију готичких средњовековних грађевина, успоставивши тиме нову моду у енглеској архитектури, која ће се развити у неоготику.  Готику је увео и у књижевност, написавши роман Отрантски замак (енгл. The Castle of Otranto) 1764, први готички роман светске књижевности. У историји је остао познат и по својој огромној преписци у којој је виспреним језиком описао обичаје, људе и догађаје свог времена. Волпол је још за живота па све до данашњих дана изазивао опречна мишљења јавности. Тако га је средином 19. века Томас Бабингтон Маколи дискредитовао као тривијалну будаласту уседелицу и као дволичног лицемера, док га је историчар Џон Х. Пламб назвао минорном фигуром и минорним извором. Са друге стране, историчарка културе Марион Харни је његову кућу Стробери Хил назвала уникатном, оригиналном... визијом страсти и маште, док је Лесли Стивен отишао корак даље назвавши Волполова дела синонимом енглеског осамнаестог столећа.

## Издање сабраних писама
Вилмарт Шелдон Луис (1895−1979), пасионирани љубитељ и колекционар Волполових предмета, финансирао је критичко издање Волполових сабраних писама у издању Јејл универзитета. Први том је изашао 1937, а последњи, то јест 48. том, 1983. То је уједно једна од најобимнијих објављених преписки свих времена. Данас је ово издање сабраних писама доступно онлајн.